# X-37B OTV-8
X-37B OTV-8 eller USSF-36 är en planerad flygning av en X-37B, för USA:s rymdstyrka. Uppskjutningen är planerad till 21 augusti 2025, Kennedy Space Center Launch Complex 39, Florida, med en Falcon 9-raket.